# Azeta suffusa
Azeta suffusa là một loài bướm đêm trong họ Erebidae.